# Elecciones provinciales de Catamarca de 1991
Las elecciones generales de la provincia de Catamarca de 1991 tuvieron lugar el domingo 1 de diciembre del mencionado año con el objetivo de normalizar las instituciones provinciales tras la intervención federal realizada por el gobierno nacional de Carlos Menem el 17 de abril del mismo año, poniendo fin al gobierno de Ramón Saadi e imponiendo a Luis Prol como interventor federal. Debido a que se trataba de un proceso eleccionario que tenía como objetivo la restauración de la autonomía constitucional provincial, todas las instituciones electas serían renovadas en esta elección. Se elegiría al Gobernador y al Vicegobernador para el período 1991-1995, y la totalidad de los miembros de ambas cámaras de la legislatura provincial. 20 de los 34 diputados y 8 de los 16 senadores cumplirían el mandato completo hasta 1995, mientras que los 14 diputados y 8 senadores restantes serían renovados dos años después, en 1993.
Saadi buscó recuperar su cargo de gobernador al presentarse de nuevo como candidato del Partido Justicialista (PJ), con una coalición denominada Movimiento de Afirmación Popular. Sin embargo, su candidatura se vio afectada por la disidencia provincial justicialista, que liderada por el interventor Prol fundó el Frente de la Esperanza para la Nueva Catamarca, el cual presentó a Francisco Sotomayor como candidato. Simultáneamente, la opositora Unión Cívica Radical (UCR), presentó la candidatura del exgobernador de facto durante la dictadura militar, Arnoldo Aníbal Castillo, que fue además apoyado por una amplia coalición electoral, el Frente Cívico y Social (FCS).
En última instancia, la división del peronismo en dos frentes permitió que Castillo resultara electo gobernador con el 49.07% de los votos. Saadi obtuvo el 37.80% de los votos y Sotomayor el 11.66% (superpuestos, los votos peronistas de Saadi y Sotomayor hubieran representado el 49.46%, una ligera ventaja contra el radicalismo). El Frente Cívico y Social logró además la mayoría absoluta en la Cámara de Diputados, con 18 de los 34 escaños, y obtuvo 8 de los 16 escaños del Senado, empatando con la facción saadista del PJ, mientras que la facción de Sotomayor logró 4 diputados y ninguna banca en el Senado.
Los comicios iniciaron un período de dominación de veinte años del Frente Cívico encabezado de la UCR sobre la política catamarqueña, triunfando en todas las elecciones hasta 2011.

## Antecedentes
Durante décadas, la vida política de la provincia de Catamarca estuvo signada por la dominación de la familia Saadi, ligada al Partido Justicialista. Ramón Saadi ganó las elecciones de 1983 y, en 1987, organizó la candidatura de su padre, Vicente Saadi, que ganó la gobernación con facilidad. Tras su repentina muerte en 1988, Saadi se presentó a una elección anticipada, que ganó por amplio margen contra José Alberto Furque, de la Unión Cívica Radical. Durante el controvertido mandato de la familia Saadi, se realizaron numerosas denuncias de corrupción, así como de impunidad.
El 7 de septiembre de 1990, María Soledad Morales, una adolescente de diecisiete años, fue salvajemente violada y asesinada, por hijos de funcionarios políticos y policiales (denominados coloquialmente "hijos del poder" por ciudadanos de la capital) luego de una fiesta en la discoteca Le Feu Rouge en San Fernando del Valle de Catamarca. Su cadáver apareció tres días más tarde. La sesgada investigación, con manipulaciones de parte de la policía, que ordenó lavar el cuerpo al ser encontrado; y escandalosas declaraciones del diputado oficialista y padre de uno de los acusados, Ángel Luque sobre que, si su hijo fuera el asesino "el cuerpo no habría aparecido", desataron fuertes reacciones de rechazo de parte de la población y provocaron manifestaciones en toda la provincia, conocidas como "Marchas del Silencio". 
La muerte de la estudiante catamarqueña, además de destruir la imagen pública del gobierno, puso de manifiesto las condiciones semifeudales en las que vivían los residentes de Catamarca, como en otras provincias del empobrecido norte argentino.
Si bien el diputado Luque fue desaforado y expulsado del Congreso, las manifestaciones y el rechazo público para con el gobierno provocaron luchas internas dentro del gobierno de Carlos Menem, también justicialista. Aunque los Saadi habían jugado un papel importante en la llegada de Menem (antes gobernador de la provincia vecina de La Rioja) a la presidencia, la dirigencia del Partido Justicialista local consideró que la permanencia de Saadi en el gobierno provocaría un desastre electoral en las venideras elecciones provinciales.
Ante esta situación, 17 de abril de 1991 a las tres de la tarde, Menem decretó la intervención federal de Catamarca, amparado en el apartado constitucional de que el gobierno podía intervenir una provincia "para garantizar la forma republicana de gobierno", considerando que la actitud de la policía, la justicia y la administración provincial ante el caso de la joven asesinada ponía en riesgo esto último Fue la segunda intervención federal de una provincia argentina desde la recuperación de la democracia, siendo la primera Tucumán, el 18 de enero del mismo año, además de la segunda realizada por Menem.
Luis Prol, político menemista y antiguo militante de Montoneros en la década de 1970, se encargó de organizar las venideras elecciones. Prol ayudó a fundar el "Frente de la Esperanza para la Nueva Catamarca", expresión del menemismo local, y buscó que esta enfrentara tanto al fortalecido radicalismo, como al desgastado saadismo, que se presentó nuevamente para recuperar el poder con Saadi y su vicegobernador, Oscar Ramón Garbe, por el "Movimiento de Afirmación Popular". Sin embargo, esta fricción todo lo que hizo fue debilitar todavía más al PJ catamarqueño de cara a las elecciones.

## Campaña
La Unión Cívica Radical catamarqueña, bajo el liderazgo de Arnoldo Aníbal Castillo, fundó el Frente Cívico y Social de Catamarca (FCS) junto al Partido Socialista y la fuerza provincial Movilización para disputar las elecciones de 1991. Castillo había ejercido como gobernador de facto entre 1981 y 1983, durante el Proceso de Reorganización Nacional, pero su gestión era recordada por haber intentado detener la represión cometida por la dictadura militar y evitar la mayor cantidad de detenciones posibles. Sin embargo, este mandato le había costado que su afiliación a la UCR fuese suspendida durante aquel período, acusado de colaboracionismo. Castillo hizo campaña bajo el lema "Por la verdad, por la vida", y llamó a las personas a manifestarse masivamente en contra de la impunidad.
Esta campaña mostró, para muchos medios nacionales presentes en el país, la compleja situación política de la provincia. Numerosas personas a las que se trató de encuestar en las calles se negaron a responder y, posteriormente, exigieron que la encuesta se hiciera a puertas cerradas, para finalmente admitir que votarían por Castillo. Muchos también manifestaron tenerle miedo al gobierno saadista y desconfiar de la administración interventora de Prol, ligada al gobierno menemista.

## Resultados

### Gobernador y Vicegobernador
|  | 49.07 % |

|  | 37.80 % |

|  | 11.66 % |

|  | 0.74 % |

|  | 0.27 % |

|  | 0.24 % |

|  | 0.23 % |

|  | 97.80 % |

|  | 2.01 % |

|  | 0.19 % |

|  | 100.00 % |

|  | 80.34 % |

### Cámara de Diputados
|  | 47.58 % |

|  | 37.31 % |

|  | 13.17 % |

|  | 1.05 % |

|  | 0.33 % |

|  | 0.29 % |

|  | 0.28 % |

|  | 95.51 % |

|  | 4.30 % |

|  | 0.18 % |

|  | 100.00 % |

|  | 82.08 % |

### Cámara de Senadores
|  | 46.58 % |

|  | 36.79 % |

|  | 14.96 % |

|  | 1.02 % |

|  | 0.30 % |

|  | 0.20 % |

|  | 0.15 % |

|  | 95.31 % |

|  | 4.50 % |

|  | 0.19 % |

|  | 100.00 % |

|  | 82.08 % |